# Drake (båtmodell)
Drake är en tremanssegelbåt, konstruerad i slutet av 1920-talet av norrmannen Johan Anker. Draken byggdes först enbart i trä och med trämast fram till ca 1975 då den också började byggas i glasfiberarmerad plast med aluminiummast. Nya båtar tillverkas fortfarande, och draken är fortsatt idag en av världens största entypsklasser bland kölbåtar och lockar ofta 80-100 båtar till de större internationella regattorna. Draken har ett D som beteckning i seglet.

## Historik
Draken tillkom genom en konstruktionstävling utlyst av GKSS, för vilken man angivit att man önskade en "relativt snabb, lagom stor och sjöduglig häckbåt med ett för seglaren tilltalande yttre". Fyra förslag inkom och GKSS antog alltså Johan Ankers förslag. Man lät härvid Hjalmar Johansson i Kungsviken på Orust bygga tre båtar, som utlottades 1929. Samtidigt byggdes sex båtar i Danmark. En drake kostade i början 1600 kr.
Efter andra världskriget började båten anses för långsam. Båten fick därför både genua och spinnaker. Tack vare det blev draken en av seglingsklasserna vid Olympiska sommarspelen 1948. Svensk Drakklubb bildades 1948 inför OS-seglingarna i Torquay. Draken försvann från OS-programmet till Olympiska sommarspelen 1976. Ett stort återkommande kappseglingsevenemang för drakar är Dragon Gold Cup.
Draken har länge ansetts som kungafamiljernas båttyp för kappseglingssammanhang. Några kända drakseglare är Harald V av Norge, Wallenbergarna, Frederik X av Danmark, Prins Philip i Storbritannien och Konstantin II av Grekland. Konstantin II tog OS-guld vid OS i Rom 1960.
En av Sveriges mest framgångsrika drakseglare var Pelle Gedda. Han började sin seglingskarriär i Göteborg, men flyttade relativt tidigt till Stockholm. I drakklassen lyckades han både vinna Dragon Gold Cup (1939) samt ta ett OS-silver (1952). Senare blev Pelle Gedda även ordförande för KSSS. I början av 1970-talet vann bröderna Sundelin (Ulf, Jörgen och Peter) betydande internationella framgångar med sin drake Debutant, bland annat en sjätteplacering vid OS i München 1972. En framträdande nordisk båtbyggare och seglare av draken har Børge Børresen från Vejle i Danmark varit.

## Drakar under segel

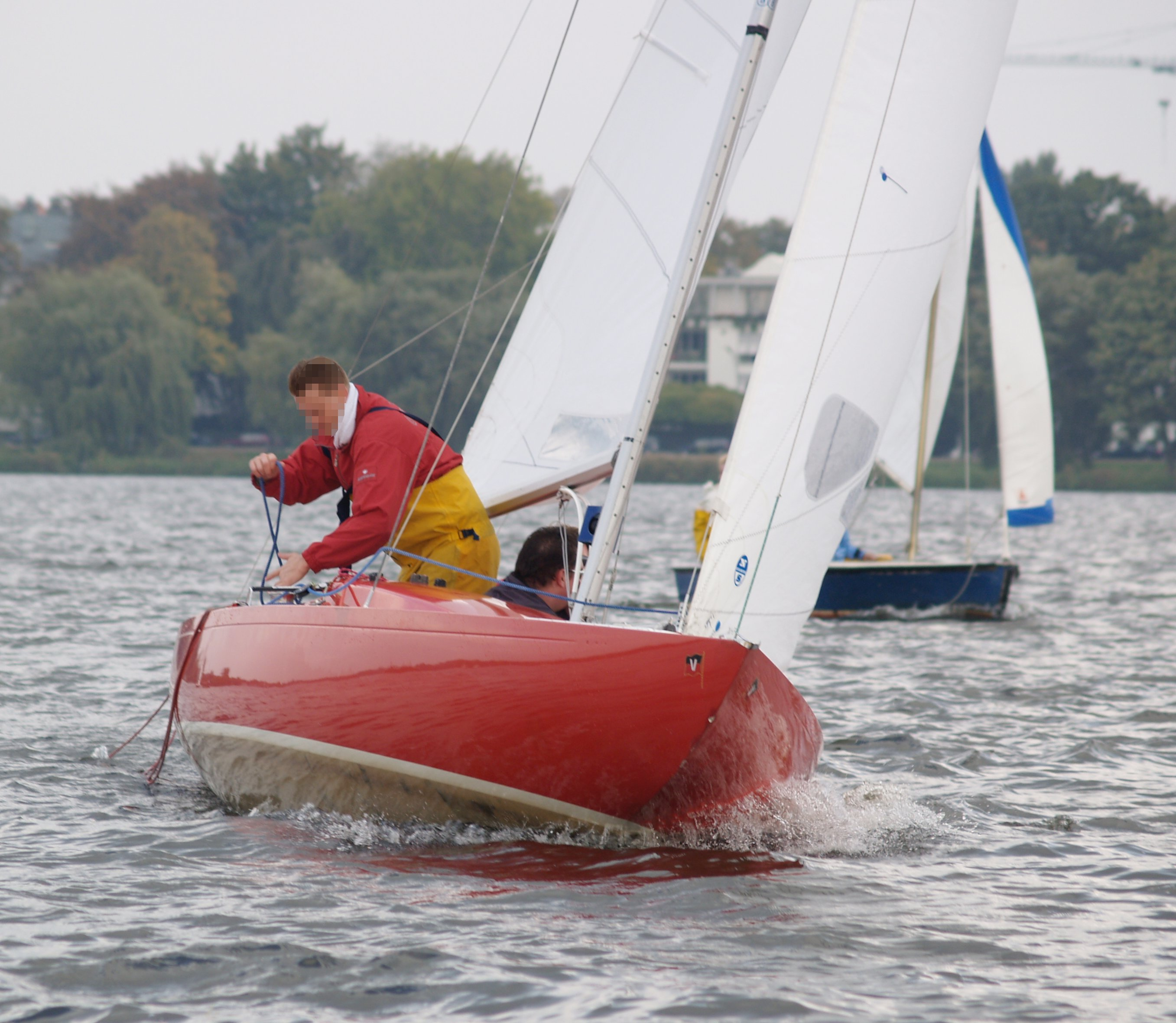
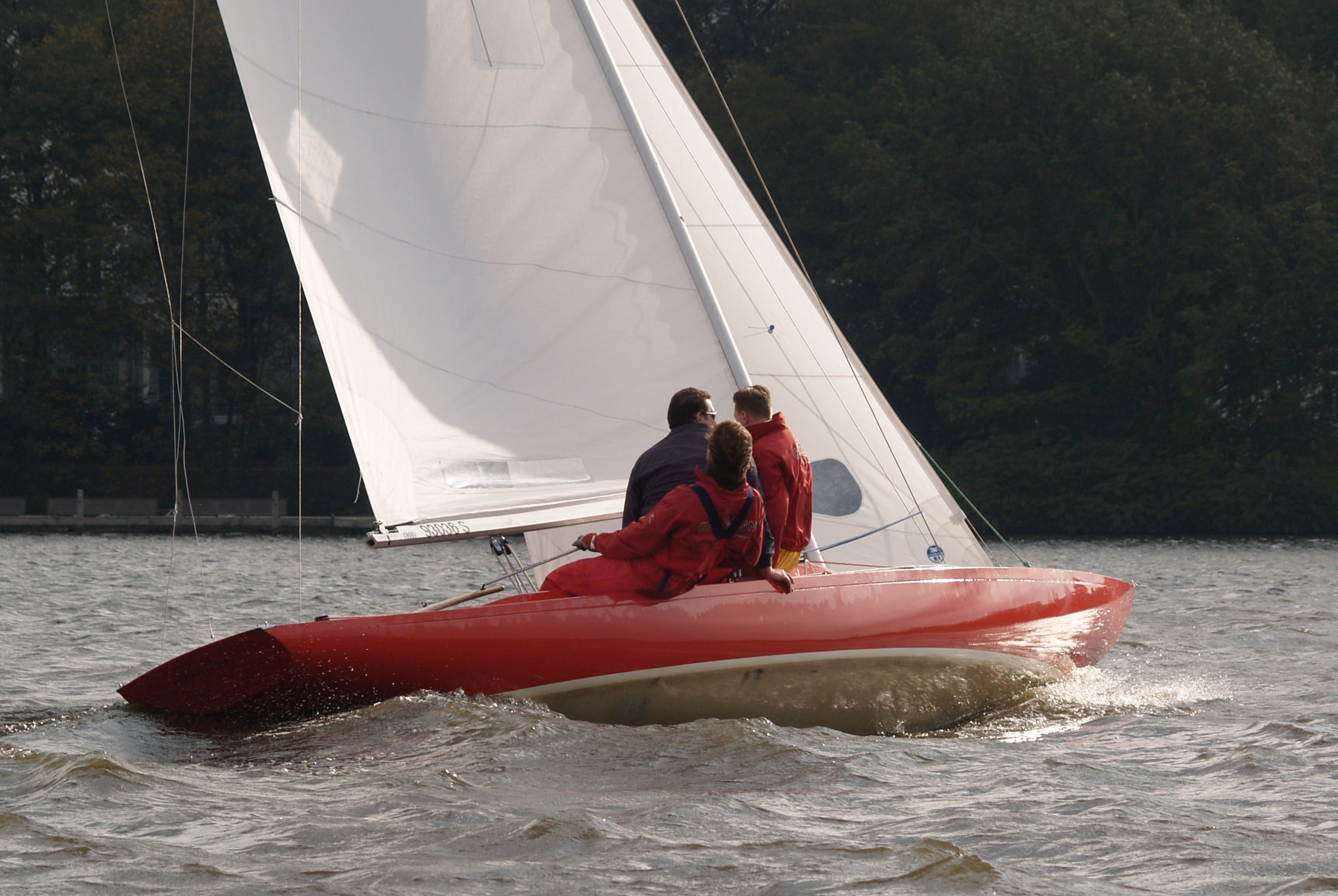
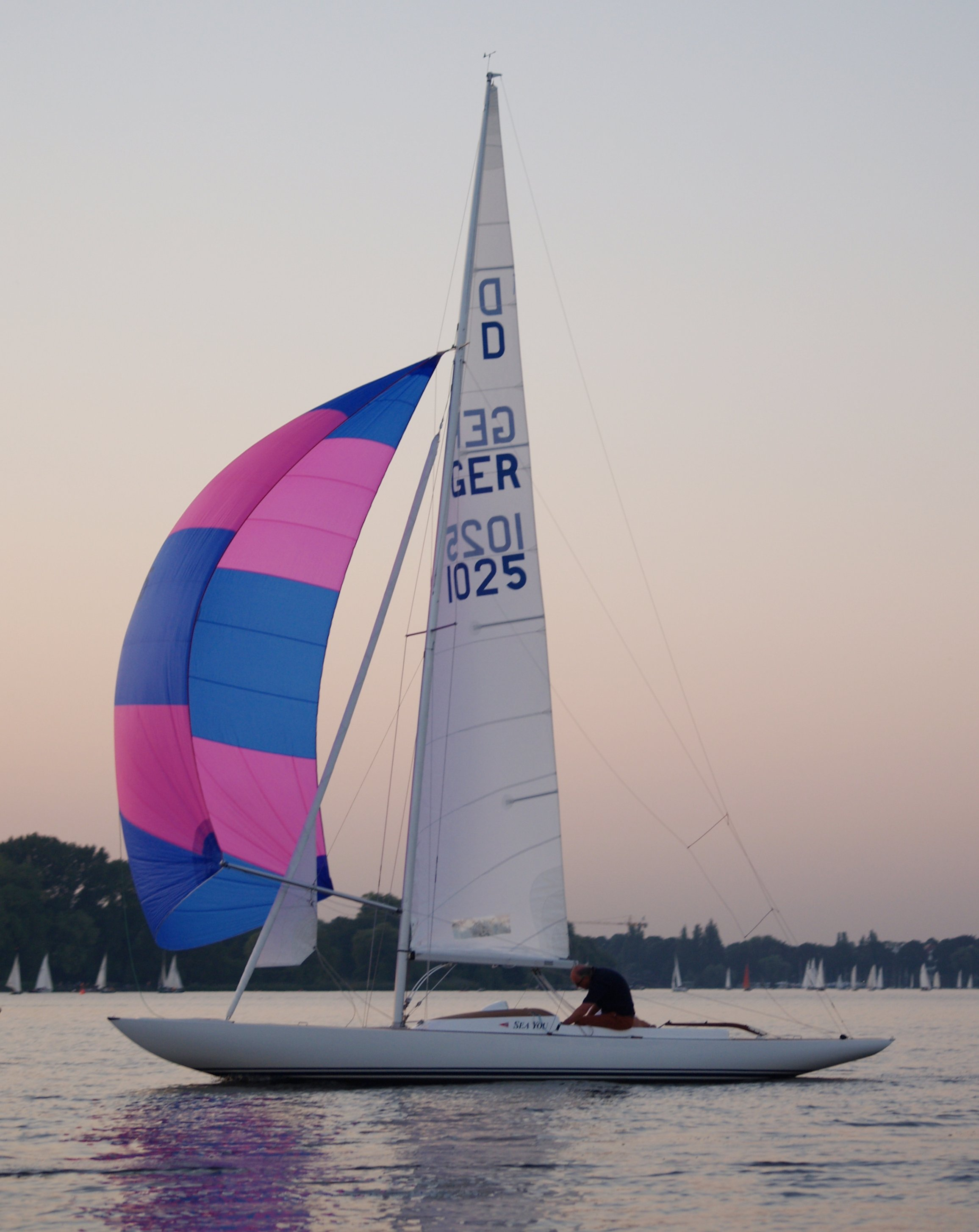